# ثيو دي رادت
ثيو دي رادت (بالإنجليزية: Theo de Raadt وتلفظ /ˈθiː.oʊ dɛˈrɔːt/) هو مهندس برمجيات ولد في 19 مايو 1968 في بريتوريا، جنوب أفريقيا ويعيش الآن في كالغاري، ألبرتا، كندا وهو مؤسس وقائد تطوير مشاريع أوبن بي إس دي وأوبن إس إس إتش وكان عضو مؤسس في مشروع نت بي إس دي.

## روابط خارجية
- ثيو دي رادت على موقع ميوزك برينز (الإنجليزية)
- ثيو دي رادت على موقع إن إن دي بي (الإنجليزية)
- موقع ثيو دي رادت الشخصي